# Deutsche Union (Partei)
Die Deutsche Union (DU) war eine deutsche nationalliberale Kleinpartei, die im Sommer 1971 als Nachfolgerin der Partei Nationalliberale Aktion (NLA) in Düsseldorf gegründet wurde. Bundesvorsitzender war Siegfried Zoglmann. Strukturen bestanden hauptsächlich in Nordrhein-Westfalen.
Präsidiumsmitglied Dietrich Bahner versuchte, die CSU-Spitze um Franz Josef Strauß bei einem Treffen im Sommer 1971 davon zu überzeugen, der neuen Gruppierung drei sichere Wahlkreise zu überlassen, und der Partei auf diese Weise den Einzug in den Bundestag zu ermöglichen. Gemeinsam mit der Union, so das Kalkül, sollte die sozialliberale Koalition in Bonn abgelöst werden. Die Bereitschaft der CDU, auf drei Wahlkreise zu verzichten, war jedoch nicht vorhanden, lediglich Zoglmann selbst schaffte den Einzug in den Bundestag über einen Platz auf der CSU-Landesliste. Mit dem Rückzug Zoglmanns im November 1974 sowie weiterer Vorstandsmitglieder aus der DU rutschte sie in die parteipolitische Bedeutungslosigkeit ab.
Ihren letzten Wahlantritt hatte die DU bei der Bundestagswahl 1980, wo sie mit zwei Direktkandidaten antrat. Sie erreichten zusammen 421 Stimmen.